# Кейд Ковелл
Кейд Ковелл (англ. Cade Cowell, нар. 14 жовтня 2003, Серес) — американський футболіст, нападник мексиканського клубу «Гвадалахара», а також національної збірної США.

## Клубна кар'єра
Кейд Ковелл народився 2003 року в місті Серес, та є вихованцем юнацьких команд футбольних клубів «Баллістік Юнайтед» та «Сан-Хосе Ерсквейкс». З 2018 року розпочав грати в основній команді клубу «Сан-Хосе Ерсквейкс», а наступного року керівництво клубу відправило молодого футболіста в оренду до нижчолігового клубу «Ріно 1868». За рік Ковелл повернувся до «Сан-Хосе Ерсквейкс»]], та швидко здобув місце в основі команди.
На початку 2024 року Кейд Ковелл перейшов до мексиканського клубу «Гвадалахара». Станом на 10 травня 2024 року відіграв за мексиканську команду 15 матчів в національному чемпіонаті.

## Виступи за збірні
З 2018 року Кейд Ковелл грав у складі юнацької збірної США віком до 17 років, грав також за юнацької збірної США віком до 16 років.
У 2021 році Ковелл дебютував у складі юнацької збірної США віком до 20 років, у складі якої брав участь у молодіжному чемпіонаті світу 2023 року, на якому американська молодіжка дісталась чвертьфіналу.
З 2023 року Кейд Ковелл грає у складі молодіжної збірної США. На молодіжному рівні зіграв у 4 матчах, забив 1 гол.
У 2021 році футболіст дебютував у складі національної збірної США. У складі національної збірної Ковелл брав участь у Золотому кубку КОНКАКАФ 2023 року, на якому збірна США програла у півфіналі збірній Панами. Станом на травень 2024 року зіграв у складі національної збірної 8 матчів, у яких відзначився 1 забитим м'ячем.
| Дата       | Місто        | Господарі          | Результат               | Гості                | Турнір                            | Голи | Примітки |
| ---------- | ------------ | ------------------ | ----------------------- | -------------------- | --------------------------------- | ---- | -------- |
| 18-12-2021 | Лос-Анджелес | США                | 1 – 0                   | Боснія і Герцеговина | товариський матч                  | -    | 78'      |
| 26-1-2023  | Лос-Анджелес | США                | 1 – 2                   | Сербія               | товариський матч                  | -    | 73'      |
| 19-4-2023  | Глендейл     | США                | 1 – 1                   | Мексика              | товариський матч                  | -    | 64'      |
| 24-6-2023  | Чикаго       | США                | 1 – 1                   | Ямайка               | Кубок КОНКАКАФ 2023 - 1-й етап    | -    | 46'      |
| 28-6-2023  | Сент-Луїс    | Сент-Кіттс і Невіс | 0 – 6                   | США                  | Кубок КОНКАКАФ 2023 - 1-й етап    | -    | 68'      |
| 2-7-2023   | Шарлотт      | США                | 6 – 0                   | Тринідад і Тобаго    | Кубок КОНКАКАФ 2023 - 1-й етап    | 1    | 61'      |
| 9-7-2023   | Цинциннаті   | США                | 2 – 2 д.ч. (3 – 2 п.п.) | Канада               | Кубок КОНКАКАФ 2023 - чвертьфінал | -    | 63' 96'  |
| 12-7-2023  | Сан-Дієго    | США                | 1 – 1 д.ч. (4 – 5 п.п.) | Панама               | Кубок КОНКАКАФ 2023 - півфінал    | -    | 63'      |
| Усього     |              | Матчів             | 8                       |                      | Голів                             | 1    |          |